# Песчанский сельский совет (Решетиловский район)
Песчанский сельский совет (укр. Піщанська сільська рада) — входит в состав
Решетиловского района
Полтавской области
Украины.
Административный центр сельского совета находится в 
с. Песчаное.

## Населённые пункты совета
- с. Песчаное
- с. Славки

## Ликвидированные населённые пункты совета
- с. Житниковка